# 메이슨 갬블
메이슨 갬블(Mason Gamble, 1986년 1월 16일 ~ )은 미국의 배우이다.

## 출연 작품
- 골프 인 더 킹덤 (2010)
- 함정 (1999)
- 맥스군 사랑에 빠지다 (1998)
- 가타카 (1997)
- 배드 문 (1996)
- 스파이 하드 (1996)
- 개구쟁이 데니스 (1993)